# Пугино (посёлок, Тверская область)
Пугино (карел. Puugina) — опустевший поселок в Вышневолоцком городском округе Тверской области.

## География
Находится в центральной части Тверской области на расстоянии приблизительно 36 км по прямой на восток от города Вышний Волочёк.

## История
Была отмечен как лесоучасток Ременский на карте 1982 года. До 2019 года входил в состав ныне упразднённого Овсищенского сельского поселения Вышневолоцкого муниципального района.

## Население
Численность населения не была учтена как в 2002 году, так и в 2010.